# Rollkommando (Film)
Rollkommando (Originaltitel The Wrecking Crew) ist ein 1968 erschienener Film mit Dean Martin, Elke Sommer und Sharon Tate. Er ist der vierte und letzte Film in einer Reihe von amerikanischen Komödie-Spion-Kinofilmen mit Martin als Geheimagent Matt Helm. Wie bei den ersten drei Filmen (Leise flüstern die Pistolen, Die Mörder stehen Schlange und Wenn Killer auf der Lauer liegen) basiert der Film nur locker auf Donald Hamiltons Roman von 1960 mit dem gleichnamigen Titel und nimmt sich große Freiheiten mit der Handlung und den Figuren, die sich als eine Parodie auf die James-Bond-Filme entwickelten. Rollkommando war der zweite Helm-Roman, der veröffentlicht wurde und den früheren Büchern angepasst wurde.

## Handlung
Der Geheimagent Matt Helm wird beauftragt, den Schurken Graf Contini zu jagen. Dieser hat Gold im Wert von einer Milliarde Dollar gestohlen und möchte mit dem Geld die Weltwirtschaft in eine Krise stürzen. Auf einer Reise nach Dänemark lernt Helm die tollpatschige Freya Carlson kennen, die ihm assistiert.
In Dänemark schalten die beiden Continis Komplizen Linka Karensky und Wen Yurang aus. Danach begeben sie sich zu Continis Schloss, um ihn zu überwältigen. Contini gelingt es zunächst zu entkommen und in einem Zug nach Luxemburg zu fliehen; er wird aber von Freya und Matt auf der Flucht überwältigt.

## Kritiken
„Aufwendiger Agentenfilm, der seine parodistischen Absichten nicht ganz einlösen kann.“

„Konfuse amerikanische Kriminalkomödie […] über einen Billionen-Goldraub, den ein Mann fast im Alleingang aufklärt. Unsinnig und ein schlechter James Bond-Abklatsch. Zu entbehren.“

## Sonstiges
- Bruce Lee war der Kampfchoreograph des Films[3] und war somit auch für die Kampfszene zwischen Sharon Tate und Nancy Kwan verantwortlich.
- Rollkommando war das Filmdebüt von Chuck Norris, welcher in einer kleinen Nebenrolle als Bodyguard auftaucht und eine Dialogzeile hat. Norris wurde von Bruce Lee, mit dem er befreundet war, für den Film engagiert.[4]
- Die am Ende angekündigte Fortsetzung „The Ravagers“ wurde nie gedreht.
- Im Film Once Upon a Time in Hollywood von Quentin Tarantino werden zwei Ausschnitte aus dem Film gezeigt.
- Nancy Kwans Charakter heißt mit Vorname nach der heute geläufigen Pinyin-Umschrift Yurang. Nach älteren Umschriften wurde der Name Yu Rang oder Yu-Rang geschrieben. Der historische Yu Rang, dessen Vorname Rang und Familienname Yu war, war ein bekannter chinesischer Attentäter in der Zeit der Frühlings- und Herbstannalen.

## Synchronisation
Die deutsche Synchronfassung entstand 1969 bei der Ultra-Film in München nach dem Dialogbuch von Wolfgang Schnitzler unter der Dialogregie von John Pauls-Harding.
| Rolle               | Schauspieler    | Synchronsprecher   |
| ------------------- | --------------- | ------------------ |
| Matt Helm           | Dean Martin     | Holger Hagen       |
| Freya Carlson       | Sharon Tate     | Gudrun Vaupel      |
| Graf Massimo Contin | Nigel Green     | Thomas Reiner      |
| Linka Karensky      | Elke Sommer     | Heidi Treutler     |
| Lola Medina         | Tina Louise     | Helga Trümper      |
| Lord Hardwick       | Noel Drayton    | Willy Friedrichs   |
| Lord Penkhurst      | David Montresor | Harry Kalenberg    |
| MacDonald           | John Larch      | Heinz Engelmann    |
| Mr. President       | J.B. Pick       | Harry Kalenberg    |
| Polizeioffizier     | Harry Fleer     | John Pauls-Harding |